# Przemysław Marzec
Przemysław Marzec (ur. 31 października 1970 w Mysłowicach, zm. 9 sierpnia 2022) – polski dziennikarz i korespondent wojenny, w latach 1993–2020 związany z RMF FM.

## Kariera zawodowa
Ukończył studia w Instytucie Nauk Politycznych Uniwersytetu Śląskiego. W radiu od 1993. Początkowo był dziennikarzem oddziału RMF w Katowicach, potem pracownikiem RMF FM Warszawa. Zajmował się m.in. tematami politycznymi. Od 1998 pracuje także jako korespondent. Dla RMF FM relacjonował między innymi wojnę w byłej Jugosławii (1998–1999). W 2001 wraz z Janem Mikrutą wyjechał do Pakistanu, a później do Afganistanu aby przekazywać informację na temat wojny z terroryzmem. Wiosną 2003 byli wraz z Janem Mikrutą jedynymi polskimi dziennikarzami relacjonującymi wojnę w Iraku bezpośrednio z Bagdadu. Owocem tego pobytu jest książka „Bagdad – 67 Dni” opisująca życie korespondentów w ogarniętym wojną kraju. Publikację autorzy poświęcili Tarasowi Procjukowi z Agencji „Reuters”, który zginął w czasie pobytu w Iraku. W latach 2007–2020 stały korespondent RMF FM z Moskwy. 1 stycznia 2021 zakończył pracę w RMF FM.
Pochowany na Cmentarzu przy ul. Francuskiej w Katowicach.